# Mas del Barber
El Mas del Barber és una masia de Constantí (Tarragonès) protegida com a bé cultural d'interès local.
És un mas de planta quadrada, un pis i terrat, i als dos costats de l'edifici principal uns murs que comuniquen amb sengles dependències que devien fer la funció de magatzems. Potser el més característic sigui la pintura d'esgrafiats que s'estén per l'exterior a totes les parets del mas. Aquestes pintures malauradament estan molt esborrades i només es conserva la decoració de fulles d'acant a la cornisa exterior de tots els edificis que integren el mas.
La porta d'entrada de la casa presenta un arc arquitravat força senzill i es conserva la porta de fusta de l'època. Davant de la porta es veuen restes de columnes que devien pertànyer a una primitiva glorieta a la qual s'accedeix mitjançant dues escales que estan adossades a la façana principal. L'interior de la casa, encara que presenta aspecte abandonat, conserva pintures al fresc de diferents savis grecs com Aristòtil, Homer, Hipòcrates, etc. Aquestes pintures es van atribuir a Marià Fortuny perquè es diu que de jove era amic de l'amo del mas Barber i que hi anava a passar els dies de festa.